# باول بيرن (مسير رياضي)
باول بيرن (بالإنجليزية: Paul Beirne)‏ هو مسير رياضي أمريكي، ولد في 16 أبريل 1966 في تورونتو في كندا.